# Йосип Бобрикович
Йосип Бобрикович (пом. 9 квітня 1635) — білоруський та український православний діяч, ігумен Київського Межигірського монастиря, єпископ Київської митрополії Константинопольського патріархату з титулом «Могильовський». 

## Життєпис
Родом із Вільнюса. Після виховання в батьківському домі вступив до Віленського монастиря. У стінах обителі здобув освіту під керівництвом архімандрита Йосипа Карповича.
Слухав лекції в польських та західно-європейських колегіях.
Після закінчення своєї освіти був ігуменом Київського Межигірського монастиря.
Був ректором Братської школи і проповідником у Монастирі Святого Духа у Вільнюсі.
На початку 1633 року обраний на Могильовську кафедру, а в кінці року возведений у сан єпископа митрополитом Петром Могилою.
В цьому ж році 14 березня король Владислав подарував йому грамоту, якою Йосипу підпорядковувалися православні, що жили в межах Полоцької єпархії, йому дозволялося вільно відвідувати в ній усі міста і містечка для огляду православних церков і монастирів, а всім охочим дозволялося вільно переходити з православ'я в унію і навпаки. Ця грамота швидко дала позитивні результати. Багато з тих, що перейшли до унії, повернулися до православ'я. Ця мета і переслідувалася при призначенні на кафедру єпископа Йосипа.
Єпископ Йосип Бобрикович був розумною, освіченою людиною. Він багато потрудився для православ'я. Але життя його було занадто короткочасним.
9 квітня 1635 року Бобрикович помер у Вільнюсі. При звістці про смерть Йосипа митрополит Петро Могила вигукнув: «ах, права рука у мене відсічена», і сам приїхав для його поховання.
Похований у Монастирі Святого Духа у Вільнюсі.